# ウォルター・ケーニッヒ
- Walter Koenig
- ウォルター・ケーニッグ
- ウォルター・ケーニッヒ

ウォルター・ケーニッヒ（Walter Koenig、1936年9月14日 - ）は、アメリカ合衆国の俳優。『スタートレック』のパヴェル・チェコフ役で有名。

## 出演作品

### テレビドラマ
- 宇宙大作戦（パヴェル・チェコフ）
- 刑事コロンボ/ルーサン警部の犯罪(Sgt. Johnson ー ジョンソン刑事)
- スタートレック:ピカード (アントン・チェコフ)

### ゲーム
- Star Trek Online（パヴェル・チェコフ大佐）

### テレビアニメ
- ストレッチ・アームストロング＆フレックス（英語版）（バイオマス/サビック先生）